# Antiokheiai Szent Margit-barlangja (Szlivarovo)
Antiokheiai Szent Margit-barlangja, Pestera na sveta Marina (bolgárul: Пещера на света Марина) Bulgáriában található, Burgasz megyében, Szlivarovo községben, a bolgár-török határsávban, a Sztrandzsa-hegységben. A barlang valószínűleg ősi kultuszhely volt, amely ezen szerepét a kereszténység megjelenésével is meg tudta őrizni. A barlang bejárata délről nyílik és egy félig nyitott teremből áll, amely egy nagyobb szikla oldalában található. A barlang tetején is van egy kisebb nyílás. Az úgynevezett szent forrás (bolgárul: ajazmo: аязмо) a kis barlang végén fakad, vagyis inkább csak elméletileg fakad ott, mivel valójában csak a barlang mennyezetéről lecseppenő vizeket gyűjtik össze edényekben. A hagyomány szerint ez a víz gyógyító hatású. A barlang fontos kultikus hely volt, Konstantinápolyból is rendszeresen jöttek ide zarándokok. A hívők kenyeret, aprópénzt, gyertyát, virágot, stb. hoztak ide és ajándékoztak a szentnek. Egyébiránt úgy imádkoztak mint ahogy a görögkeleti templomokban szoktak, végül pedig megmosták magukat a szent forrás vizével. Különösen sokan keresték fel a barlangot júliusban, Szent Margit ünnepnapján. Régen bolgárok és görögök látogatták a helyet, de a török uralom idején híre ment a barlang csodatevő gyógyhatásának, ezért a muszlim törökök közül is sokan eljöttek ide. Régi hagyomány volt, hogy beteg testrészük képét helyezték el a barlangban az emberek, ezzel úgymond otthagyva a betegséget. 
Antiokheiai Szent Margit-barlangjához több legenda is kötődik. Az egyik szerint egy pásztor találta meg, amikor a csordáját legeltette. Az egyik bika vak volt csordában, az állat bement a barlangba, érintkezett az ottani vízzel és visszanyerte a látását. Egy másik legenda szerint egy zarándok álmodta meg a barlang helyét. 
A szocializmus évtizedeiben a barlang látogatása lehetetlenné vált, mivel az a határsávba esett. Az emberek ezért egy közeli falu kápolnájában végezték el a zarándoklatot. Manapság a barlang újra látogatható.

## Fordítás
- Ez a szócikk részben vagy egészben  a(z)   Пещера на света Марина (Сливарово) című bolgár Wikipédia-szócikk fordításán alapul.  Az eredeti cikk szerkesztőit annak laptörténete sorolja fel. Ez a jelzés csupán a megfogalmazás eredetét és a szerzői jogokat jelzi, nem szolgál a cikkben szereplő információk forrásmegjelöléseként.